# Camblain-l’Abbé
Camblain-l’Abbé – miejscowość i gmina we Francji, w regionie Hauts-de-France, w departamencie Pas-de-Calais.
Według danych na rok 1990 gminę zamieszkiwało 615 osób, a gęstość zaludnienia wynosiła 110 osób/km² (wśród 1549 gmin regionu Nord-Pas-de-Calais Camblain-l’Abbé plasuje się na 710. miejscu pod względem liczby ludności, natomiast pod względem powierzchni na miejscu 628.).